# Arctosa hottentotta
Arctosa hottentotta Roewer, 1960 è un ragno appartenente alla famiglia Lycosidae.

## Etimologia
Il nome proprio della specie deriva dal gruppo etnico presente nelle zone namibiane di rinvenimento degli esemplari: gli Ottentotti.

## Caratteristiche
I pedipalpi hanno il tarso composto da due artigli all'apice e lamelle di forma caratteristica che terminano con un uncino arcuato posteriormente. L'epigino è piatto anteriormente e piuttosto largo con una forma che ricorda un ovale posto trasversalmente; è delimitato da due setti mediani reciprocamente separati.
Le femmine hanno il bodylenght (prosoma + opistosoma) di 8 millimetri (3,5 + 4,5).
I maschi hanno il bodylenght (prosoma + opistosoma) di 7 millimetri (3 + 4).

## Distribuzione
La specie è stata reperita nella Namibia centrale: nei pressi della capitale Windhoek.

## Tassonomia
Al 2016 non sono note sottospecie e dal 1960 non sono stati esaminati nuovi esemplari.